# Lega promotrice degli interessi femminili
La Lega promotrice degli interessi femminili è stata un'organizzazione per i diritti delle donne, fondata a Milano da Anna Maria Mozzoni e Paolina Schiff nel dicembre 1880 e operante per circa dieci anni.
È considerata la prima organizzazione strutturata dell'emancipazionismo femminile in Italia, segnando il passaggio dal terreno delle rivendicazioni e delle idee a una fase caratterizzata dalla costruzione di un movimento politico. Aperta alle donne provenienti da tutti i ceti sociali e anche agli uomini, promosse campagne per il suffragio femminile, per la riforma del Codice Civile (inclusi la ricerca della paternità, il divorzio e l'estensione del diritto di tutela alla madre), per la parità salariale e per i diritti di associazione.
La sua costituzione fu importante perché stimolò la nascita di organizzazioni analoghe in altre città italiane, dando avvio ad un processo associativo destinato a protrarsi per oltre trent’anni.

## Storia
L'annuncio della costituzione della Lega fu dato da Anna Maria Mozzoni, pioniera dell'emancipazionismo italiano, in un articolo del dicembre 1880 pubblicato sulla Rivista repubblicana, organo della neocostituita Consociazione repubblicana della Lombardia, particolarmente sensibile alla questione femminile. Nel gennaio 1881 l'annuncio comparve anche sulla rivista La Donna, diretta da Alaide Beccari, con la quale Mozzoni manteneva uno stretto rapporto di amicizia e di collaborazione.

### Programma e Statuto
L'obbiettivo della Lega, come dichiarato nel suo Programma, pubblicato nel 1881 insieme allo Statuto, era patrocinare con la parola e con l'azione tutte le riforme atte a migliorare la condizione femminile, agendo presso la Camera, il Governo, l'opinione pubblica e i "multiformi rapporti sociali".
Il Programma denunciava l'inferiorità delle donne, ritenute dallo Stato solo contribuenti, dalla legge "incapaci di diritto ma non di pena", dalla famiglia "eterne pupille" e dal lavoro "deprezzate". Affermava l'inscindibilità dei loro diritti da quelli delle nazioni e dell'umanità, e il legame tra progresso della loro condizione e progresso della democrazia.
Lo Statuto, su modello dell'Associazione generale delle operaie, prevedeva un Comitato Esecutivo composto di cinque membri, a maggioranza donne, e un segretario, eletti annualmente dall'Assemblea dei soci.
Una lettera di Mozzoni, pubblicata il 5 febbraio 1881 su La Donna, precisava una struttura interna con "decurie" di sottoscrittrici, con a capo un decurione come intermediario con il Comitato Esecutivo. La segretezza dei nomi delle aderenti era considerata una garanzia per le donne che, per ragioni familiari o professionali, non avessero potuto dichiarare apertamente le loro convinzioni, rivelando i rischi dell'epoca e l'influenza della tradizione cospirativa preunitaria.

### Rapporti con il repubblicanesimo risorgimentale e l'operaismo
La Lega promotrice degli interessi femminili si inserì in un dibattito politico più ampio. La prima petizione nazionale per il suffragio femminile, presentata da Mozzoni e Beccari nel 1877 e respinta dalla Camera dopo un acceso dibattito, aveva trovato sostegno tra gli esponenti politici legati alla tradizione mazziniana e repubblicana.
Quando nel 1880 la Lega della Democrazia indisse un Comizio Nazionale sulla riforma elettorale, Alaide Beccari dalle pagine de La Donna sollecitò le associazioni femminili a intervenire. Anna Maria Mozzoni, unica rappresentante femminile presente, intervenne come delegata della Lega al Comizio dei Comizi svoltosi a Roma l'11 e 12 febbraio 1881, presieduto nominalmente da Giuseppe Garibaldi, che riunì repubblicani, radicali e socialisti. Nel suo discorso, Mozzoni rivendicò l'estensione del voto alle donne, sottolineando che i diritti politici non potevano essere limitati al solo "cittadino" maschio. L'ordine del giorno da lei proposto, fino a quel momento votato solo da tre sui circa settanta comizi preparatori svoltisi nei due anni precedenti, venne approvato quasi all'unanimità: il Comizio riconosceva «cosi nell’uomo come nella donna l’integrità del voto».
Il voto contrario di alcuni leader repubblicani (Mario, Colajanni e Cavallotti) evidenziò tuttavia l'impossibilità di un fronte repubblicano-femminista. Dopo questa esperienza Mozzoni si allontanò dagli ambienti radicali e repubblicani, orientandosi verso il nascente operaismo socialista.

### Questione femminile e questione operaia
La Lega, pur mantenendo la convinzione della necessità di un'azione autonoma delle donne, iniziò a concentrare la sua attenzione sul mondo delle lavoratrici in costante crescita, vedendo in loro, e nel lavoro salariato come strumento di emancipazione femminile, dei potenziali agenti di cambiamento sociale.
Nell'estate del 1881, l'«Unione delle lavoranti», tra le prime associazioni operaie femminili, composta da duecento sigaraie milanesi, aderì alla Lega, confermando il legame tra questione femminile e questione operaia promosso dalle fondatrici. L'Unione promuoveva rivendicazioni economiche (nelle fabbriche tessili il salario di un'operaia poteva corrispondere alla metà di quello dei colleghi maschi) e la raccolta di sussidi per sostenere le socie in caso di licenziamento e disoccupazione. Paolina Schiff così descrisse il ruolo delle lavoratrici in un articolo su La Donna parlando della fondazione dell'associazione da lei promossa:
(Paolina Schiff, I nostri interessi, in La Donna, 30 marzo 1881, cit. in Pieroni Bortolotti, p. 195)
Nel 1883 due operaie - Natalina Bruzzesi e Giuseppina Pozzi - entrarono a far parte del Comitato esecutivo della Lega, al fianco di Anna Maria Mozzoni, Paolina Schiff e del socialista Costantino Lazzari, responsabile del coordinamento con le altre società operaie, maschili e miste. Nello stesso anno, Paolina Schiff contribuì a costituire il primo sindacato femminile, quello delle “orlatrici”. La neonata Fratellanza artigiana femminile annoverò tra i suoi aderenti quattro associazioni femminili: il Sindacato orlatrici, la Lega delle sigaraie, la Lega delle lavoranti in nastri e l'Associazione generale delle operaie.

### Socialismo e legislazione di tutela del lavoro femminile
Le leggi Berti sul lavoro delle donne e dei fanciulli, presentate nel 1883, trovarono la netta opposizione della Lega, che denunciò come la "tutela" del lavoro femminile potesse rafforzare lo status di inferiorità, confermando le differenze giuridiche e salariali tra donne e uomini. La rivendicazione della parità salariale venne assunta anche dalle associazioni operaie, che nei Congressi del 1886 e del 1888 la indicarono come obbiettivo decisivo per l'intera classe lavoratrice.
Nel 1888 la Lega aderì al Partito operaio italiano. L'anno dopo Mozzoni si unì alla Lega socialista milanese fondata da Filippo Turati e Anna Kuliscioff, il cui programma includeva i diritti civili e politici delle donne. Collaborò alla rivista Critica sociale e fece parte del Comitato Centrale Provvisorio che preparò il Congresso di Genova del 1892 che diede vita al Partito Socialista dei Lavoratori italiani (futuro PSI). La sua presenza in questo importante organismo politico, che vide la partecipazione di duecento delegati e una decina di donne in rappresentanza di 324 associazioni (incluse società di mutuo soccorso, leghe di resistenza e cooperative, oltre a circoli politici e leghe socialiste), dimostrò il grande prestigio di cui godeva presso la dirigenza socialista e la sua iniziale condivisione del programma del nuovo partito.
Nonostante il suo significativo contributo alla nascita del Partito Socialista, Mozzoni non si iscrisse mai formalmente al Partito. Negli anni successivi maturò la sua convinzione che i dirigenti socialisti non fossero sufficientemente determinati nel sostenere i diritti delle donne, perché convinti che il problema femminile si sarebbe risolto automaticamente con la risoluzione della questione economica e sociale. Questa visione contrastava con la sua ferma convinzione che l'emancipazione dovesse essere il frutto di una lotta autonoma delle donne, messa in rilievo dallo stesso nome dell'associazione da lei fondata, Lega promotrice degli interessi femminili, che ne sottolineava l'indipendenza dalle forze politiche e dall'idea di una "concessione" dei diritti.
Durante gli anni novanta, il dissenso di Mozzoni si fece più marcato, in particolare nei confronti delle leggi di tutela sul lavoro delle donne promosse dalla socialista Anna Kuliscioff, con la quale in precedenza aveva intrattenuto un rapporto di collaborazione e amicizia. Il rifiuto del concetto di "tutela", da Mozzoni paragonato alla carità e alla filantropia e ritenuto un ostacolo all'indipendenza femminile, rappresentò uno dei principali motivi del suo allontanamento dalle posizioni del partito socialista sulla questione femminile. Nel 1890, scrivendo sulla legislazione del lavoro rivolse alle lavoratrici l'appello "Non accettate protezione, chiedete giustizia!" 

### Dalla Lega promotrice alla Lega di tutela
L'attività della Lega Promotrice degli Interessi Femminili cessò dopo circa un decennio dalla sua fondazione, tra la fine degli anni ottanta e l'inizio degli anni novanta dell'Ottocento.
Nel 1893 si costituì a Milano una nuova organizzazione, la Lega per la tutela degli interessi femminili. Quest'ultima, pur mantenendo la continuità nella leadership di Paolina Schiff, differiva dalla precedente nell'assenza di Anna Maria Mozzoni e in un mutato nome che poneva l'accento sulla "tutela". Tale evoluzione testimoniava una diversa sensibilità nei confronti della questione femminile e un orientamento differente nei metodi e nelle alleanze politiche, riflettendo l'emergere del più ampio associazionismo femminile - tra cui i Comitati pro-voto - che avrebbe caratterizzato il decennio successivo.